# Betamorpha characta
Betamorpha characta är en kräftdjursart som beskrevs av Robert Raymond Hessler och David Everett Thistle 1975. Betamorpha characta ingår i släktet Betamorpha och familjen Munnopsidae. Inga underarter finns listade i Catalogue of Life.